# Obwód lwowski

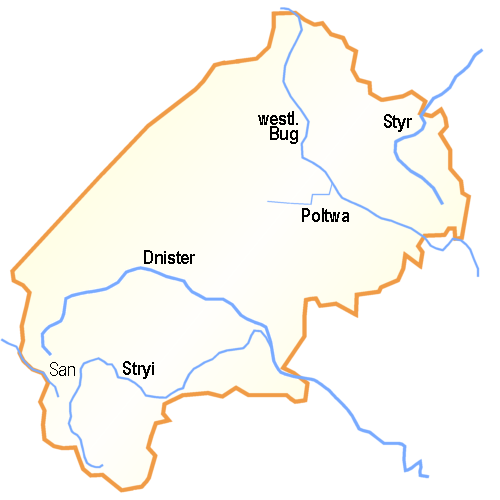
Rzeki przepływające przez obwód lwowski

Obwód lwowski (ukr. Львівська область) – jeden z 24 obwodów Ukrainy. Leży w zachodniej części Ukrainy, przy granicy z Polską. Stolicą obwodu jest Lwów.
Obwód lwowski graniczy: z obwodami wołyńskim, rówieńskim, tarnopolskim, iwanofrankowskim i zakarpackim oraz polskimi województwami, podkarpackim i lubelskim. Obwód został utworzony 4 grudnia 1939 r. dekretem Prezydium Rady Najwyższej ZSRR z części terytorium II Rzeczypospolitej (głównie woj. lwowskiego) okupowanego przez Armię Czerwoną od czasu agresji ZSRR na Polskę i anektowanego następnie przez ZSRR.
Aneksja części terytorium Polski została zaakceptowana podczas konferencji teherańskiej oraz jałtańskiej, w konsekwencji których Polska utraciła tzw. Kresy Wschodnie na rzecz Związku Radzieckiego, a jej wschodnią granicę wytyczyczono na bazie tzw. linii Curzona. Podjęte przez Wielką Brytanię i USA w 1943 i 1945 r.  decyzje o zmianie granic Polski bez wiedzy i zgody rządu polskiego były wyraźnym pogwałceniem zasad Karty Atlantyckiej i nie wiązały prawnie Polski. Wobec tego granica zewnętrzna obwodu istnieje de iure od dnia 6 lutego 1946 r., wraz z wejściem w życie dwustronnej umowy granicznej z 16 sierpnia 1945 r. W świetle prawa międzynarodowego przed datą wejścia w życie wymienionej umowy obszar obwodu wchodził w skład RP. W 1951 r. dokonano kolejnej zmiany granicy zewnętrznej obwodu na podstawie wymuszonej cesji z 1951 r. zgodnie umową o zmianie granic (okolice Bełza i Krystynopola nad Bugiem za Ustrzyki Dolne w Bieszczadach).

## Największe miasta
| Miasto              | ukraińska nazwa | Zaludnienie na 5 grudnia 2013 roku |
| ------------------- | --------------- | ---------------------------------- |
| Lwów                | Львів           | 784 818                            |
| Drohobycz           | Дрогобич        | 99 119                             |
| Szeptycki           | Шептицький      | 82 568                             |
| Stryj               | Стрий           | 62 479                             |
| Borysław            | Борислав        | 38 122                             |
| Sambor              | Самбір          | 36 556                             |
| Truskawiec          | Трускавець      | 31 037                             |
| Nowy Rozdół         | Новий Розділ    | 28 227                             |
| Nowojaworowsk       | Новояворівськ   | 26 483                             |
| Złoczów             | Золочів         | 23 481                             |
| Brody               | Броди           | 23 239                             |
| Sokal               | Сокаль          | 21 693                             |
| Stebnik             | Стебник         | 20 863                             |
| Gródek              | Городок         | 16 082                             |
| Mikołajów           | Миколаїв        | 14 801                             |
| Winniki             | Винники         | 13 654                             |
| Jaworów             | Яворів          | 13 510                             |
| Żółkiew             | Жовква          | 13 474                             |
| Sosnówka            | Соснівка        | 11 889                             |
| Żydaczów            | Жидачів         | 11 798                             |
| Kamionka Strumiłowa | Кам'янка-Бузька | 11 674                             |
| Chodorów            | Ходорів         | 10 565                             |

## Podział administracyjny na rejony
Do 17 lipca 2020 roku obwód lwowski dzielił się na 20 rejonów: brodzki, buski, drohobycki, gródecki, jaworowski, kamionecki, mikołajowski, mościski, przemyślański, pustomycki, radziechowski, samborski, skolski, sokalski, starosamborski, stryjski, turczański, złoczowski, żółkiewski, żydaczowski oraz 9 miast wydzielonych: Borysław, Czerwonogród, Drohobycz, Lwów, Morszyn, Nowy Rozdół, Sambor, Stryj, Truskawiec.
W wyniku reformy podziału administracyjnego zmniejszono z 490 do 136 liczbę rejonów na Ukrainie. Od 17 lipca 2020 roku obwód lwowski dzieli się na 7 rejonów:
1. szeptycki
2. drohobycki
3. jaworowski
4. lwowski
5. samborski
6. stryjski
7. złoczowski

## Historyczny podział administracyjny na rejony
| Lp. | Rejon           | Siedziba            | Km do Lwowa | Powierzchnia w tys. km2 | Liczba sielsowietów | Liczba miast | Liczba osiedli |
| --- | --------------- | ------------------- | ----------- | ----------------------- | ------------------- | ------------ | -------------- |
| 1   | Bóbrecki        | Bóbrka              | 33          | 0,4                     | 28                  | 1            | –              |
| 2   | Brodzki         | Brody               | 100         | 0,4                     | 24                  | 1            | –              |
| 3   | Buski           | Busk                | 42          | 0,3                     | 14                  | 1            | –              |
| 4   | Wielkomostowski | Wielkie Mosty       | 52          | 0,6                     | 21                  | 1            | –              |
| 5   | Winnikowski     | Winniki             | 5           | 0,2                     | 20                  | 1            | –              |
| 6   | Gliniański      | Gliniany            | 40          | 0,3                     | 23                  | –            | 1              |
| 7   | Horyniecki      | Horyniec            | 90          | 0,3                     | 22                  | –            | –              |
| 8   | Gródecki        | Gródek              | 30          | 0,3                     | 26                  | 1            | –              |
| 9   | Żółkiewski      | Żółkiew             | 30          | 0,3                     | 14                  | 1            | –              |
| 10  | Złoczowski      | Złoczów             | 72          | 0,3                     | 24                  | –            | –              |
| 11  | Kamionecki      | Kamionka Strumiłowa | 40          | 0,4                     | 22                  | 1            | –              |
| 12  | Krakowiecki     | Krakowiec           | 78          | 0,4                     | 28                  | –            | 1              |
| 13  | Kraśnieński     | Krasne              | 45          | 0,3                     | 26                  | –            | –              |
| 14  | Kulikowski      | Kulików             | 15          | 0,4                     | 24                  | –            | 1              |
| 15  | Łopatyński      | Łopatyn             | 92          | 0,6                     | 26                  | –            | –              |
| 16  | Lwowski         | Lwów                | 0           | 0,3                     | 31                  | –            | 2              |
| 17  | Lubaczowski     | Lubaczów            | 100         | 0,3                     | 21                  | 1            | 1              |
| 18  | Laszkowski      | Laszki Dolne        | 126         | 0,3                     | 19                  | –            | –              |
| 19  | Magierowski     | Magierów            | 56          | 0,3                     | 17                  | –            | 1              |
| 20  | Niemirowski     | Niemirów            | 62          | 0,4                     | 16                  | –            | 1              |
| 21  | Nowomilatyński  | Milatyn Nowy        | 32          | 0,2                     | 20                  | –            | –              |
| 22  | Nowojaryczowski | Nowy Jaryczów       | 18          | 0,3                     | 19                  | –            | 1              |
| 23  | Oleski          | Olesko              | 85          | 0,4                     | 30                  | –            | 2              |
| 24  | Przemyślański   | Przemyślany         | 57          | 0,4                     | 26                  | 1            | –              |
| 25  | Podkamieński    | Podkamień           | 120         | 0,2                     | 16                  | –            | 1              |
| 26  | Pomorzański     | Pomorzany           | 86          | 0,4                     | 27                  | –            | 1              |
| 27  | Ponikowicki     | Ponikowica          | 80          | 0,3                     | 24                  | –            | –              |
| 28  | Rawski          | Rawa Ruska          | 65          | 0,3                     | 15                  | 1            | –              |
| 29  | Radziechowski   | Radziechów          | 70          | 0,7                     | 29                  | 1            | –              |
| 30  | Sieniawski      | Sieniawa            | 135         | 0,3                     | 17                  | –            | 1              |
| 31  | Sokalski        | Sokal               | 98          | 0,3                     | 22                  | 1            | –              |
| 32  | Sokolnicki      | Sokolniki           | 20          | 0,3                     | 23                  | –            | –              |
| 33  | Uhnowski        | Uhnów               | 83          | 0,4                     | 20                  | –            | 1              |
| 34  | Szczerzecki     | Szczerzec           | 31          | 0,3                     | 25                  | –            | 1              |
| 35  | Jaworowski      | Jaworów             | 55          | 0,4                     | 27                  | 1            | –              |
| 36  | Janowski        | Janów               | 25          | 0,5                     | 28                  | –            | 1              |
|     | Obwód lwowski   | Lwów                | –           | 13,7                    | 814                 | 16           | 17             |